# Lissonota lineolaris
Lissonota lineolaris là một loài tò vò trong họ Ichneumonidae.